# الدهشة

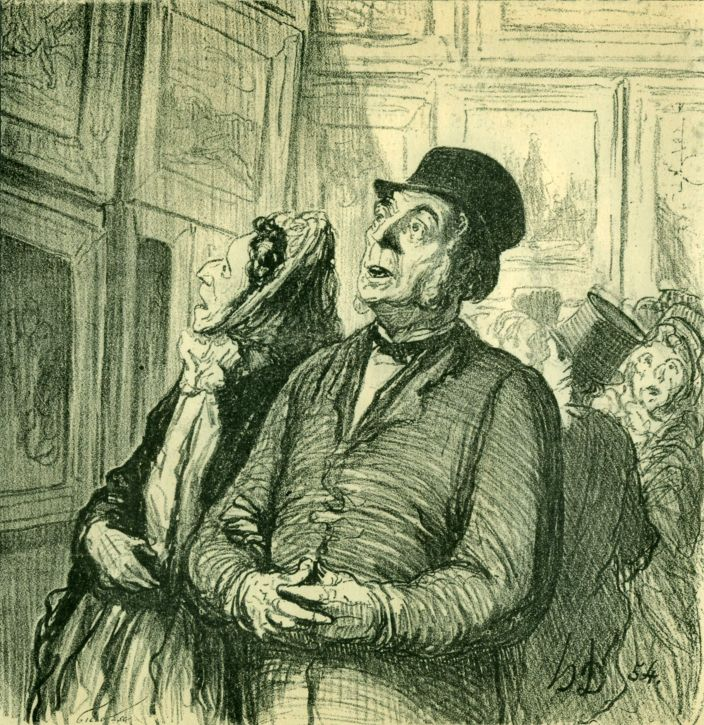
الأحد في المتحف لوحة من إنجاز أونوريه دومييه.

الدهشة هي انفعال   ناجم  عن حدث أو واقعة تدفع  إلى طرح أسئلة بسبب   طبيعتها غير المعتادة أوغير المتوقعة أو الغريبة أو الصعبة  التفسير في أشكالها الأكثر حدة،  ونسيميها  في اللغة العربية  الذهول أو الصدمة
تتميز الدهشة عن المفاجأة في كونها تقتضي  وجود وعي إنساني. فسبب الدهشة هو الوعي ، بينما المفاجأة هي نتاج حدث خارج عن الفكر. إن الدهشة التي يثيرها الواقع هي الشعور المحفز للموقف الفلسفي ، لا سيما عند سقراط  )من ثم  نتحدث غالبًا عن الدهشة السقراطية (، الذي استخدم لوصف هذا الانفعال كلمة θαυμάζειν  اثاومازين ، والتي تعني أيضًا الإنبهار    .

## في الفلسفة

### عند اليونانيين
تبعا لأفلاطون ، فإن الدهشة هي أصل الحكمة ، ومن ثَم الفلسفة.
أما بالنسبة لأرسطو فالدهشة هي شعور الإنسان بالخوف والقلق. فحالما يشبع احتياجاته المادية المباشرة، يبدأ في التشكيك في وجوده وعلاقاته مع العالم.

## في القرن العشرين
نجد هذه الفكرة لدى كتّاب وفلاسفة معاصرين ، و تشرح ماريا ثامبرانو، في كتابها " الفلسفة والشعر"، أنه إذا كانت الدهشة هي نقطة الانطلاق المشتركة بين الفيلسوف والشاعر، فإن كلا منهما يتفاعل معها بطريقة مختلفة. فيُجهد الفيلسوف نفسه، قاصدا الوصول إلى تفسيرٍ من خلال التأمل وبناء  نظام لفهم العالم، ومن ثم  إنهاء تلك الحالة الأولية. أما الشاعر، فيناقضه في  ذلك، حيث يستفيد من هذه الدهشة ويقبل تعدديتها. فهو لا يستشعر الحاجة إلى تفسير العالم، ولا إلى البحث عن عالم من الاتساق.
«الفلسفة انتشاءٌ يُفشِله تمزُّق». 
ويًشار هنا إلى الكتاب الأصلي المعنون "التعجب من الوجود: الصحو على فرح امتلاكنا وعيًا" (منشورات أوريجينيل أكارياس، تأليف ألكسندر كوارانتا) الذي يتناول بالتفصيل الدقيق الآليات التي من خلالها لا يظهر الوعي الذي نحن عليه في أغلب الأحيان لغزا أومعجزة لامتناهية كما هو حقيقة  رغم كل شيء  و في كل لحظة. و يشير هذا الكتاب  أيضًا إلى اتجاهات التأمل القادرة على دفعنا نحو الثبات في وجه ما لا يمكن تصوره.